# Miguel Ximénez de Urrea de Híjar
Miguel Ximénez de Urrea e Híjar (Catania, 1479 - 1546, Épila) II conde de Aranda fue un noble aragonés.

## Biografía
Miguel fue uno de los seis hijos del I conde de Aranda Lope Ximénez de Urrea y Centellas, aunque en el momento de su nacimiento su padre aun no había recibido el título, y de su mujer Catalina de Híjar, hija de Juan Fernández de Híjar y Cabrera, I duque de Híjar.
Tras la temprana muerte de su padre tuvo que lidiar primero con el conflicto por el señorío de Trasmoz con su hermano, el futuro poeta Pedro Manuel de Urrea, quien había recibido con cuatro años el señorío de Trasmoz y que se veía favorecido por su madre Catalina y a quien intentó despojar del mismo para mantener el conjunto del patrimonio familiar unificado llegando a decretar la expulsión de ambos de sus feudos aunque el conflicto familiar se vería apaciguado posteriormente ya que su hermano le dedicaría varias poesías.
Entró al servicio personal del rey Fernando II en el 1492, acompañándole a Nápoles en el 1506 y más adelante fue uno de sus principales apoyos en Aragón, logrando en las cortes de 1510 doscientos diecinueve mil sueldos jaqueses para el monarca.

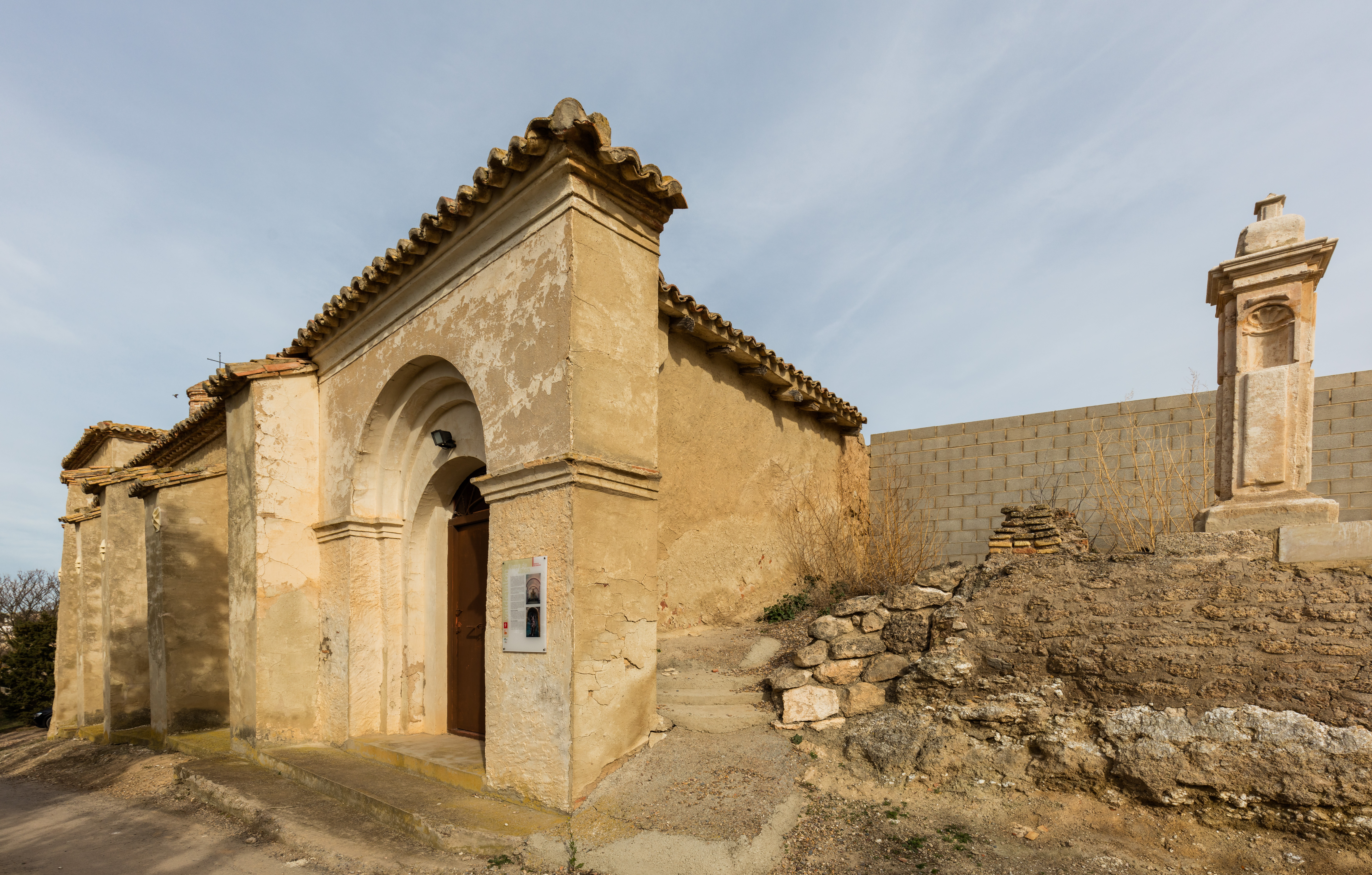
La ermita de San Sebastián fue construida en el y durante el señorío del II conde, Miguel Ximénez de Urrea e Híjar se construyeron unas habitaciones colindantes que fueron posteriormente donadas a los agustinos.

Durante su tenencia como conde de Aranda vivió en el 1525 la orden de conversión de los moriscos al cristianismo en sus feudos, que cumplió confiscando y vendiendo los bienes de las mezquitas de sus posesiones y creando beneficios  para instruir a los conversos desde al menos el 1527 en Mesones, Niguella, Lucena y Almonacid de la Sierra, periodo en el que también escribió su obra "Instrucción política christiana" que terminaría incluida en la dedicatoria de Martín de Abiego del «Origen y descendencia de la Casa de Urrea» realizada por Jaime de Abiego, cronista de la Casa de Urrea.

## Conflicto con los agustinos
Junto con su primera mujer Aldonza realizó varias fundaciones religiosas en varias villas de sus territorios como fue la fundación entre el 1528 y 1530 del convento de San Sebastián en Urrea de Jalón que cedió a los agustinos posteriormente ya que su primera mujer Aldonza deseaba ser enterrada ahí, aunque tras la firma de un acuerdo en el cual los agustinos residirían en el lugar y realizarían misas en nombre de su esposa a cambio de dos mil sueldos prometiendo mantenerse independientes de la casa agustina de Zaragoza, estos retornaron más tarde a la misma aquejándose del mal clima.
Ante esto el conde reclamó ante el capítulo provincial pero ante su indiferencia recurrió ante el tribunal papal que  el 8 de marzo de 1544 y a través de bula papal permitió al conde el traslado del cuerpo de su mujer al nuevo convento franciscano de San Sebastián que se estaba construyendo en Épila. El papa Pablo III concedió a los agustinos un periodo de tres meses para llegar a una concordia con el conde ya que la pérdida de este noble habría dañado considerablemente la posición económica de la orden en la provincia de Aragón, acordándose en mayo de 1545 durante el capítulo de la orden que Jerónimo de Huesca negociase la concordia con el conde, siendo esta firmada el 28 de julio de 1545.

## Matrimonios y descendencia
Contrajo matrimonio en el 1493 con Aldonza de Cardona, hija de Juan Ramon Folch IV de Cardona y de Aldonza Enríquez de Quiñones, prima por lo tanto de Fernando II y con quien tuvo a:
- Hernando, su heredero pero que falleció antes que su padre dejando un solo hijo fruto de su matrimonio con Juana de Toledo, con quien se casó en Zaragoza el 14 de febrero de 1529.[3]También tuvo un hijo ilegítimo con una mujer de la Casa de Aragón llamado Tristán, quien participó en la Jornada de África de Carlos V y que en el 1561 contrajo matrimonio con Francisca Hervás, hija de Sebastián Hervás, quien aportó 120 mil sueldos jaqueses al matrimonio aunque no tuvo descendencia.
- Aldonza, iba a casarse con Juan Esteban Manrique de Lara y Cardona en 1521 pero o se canceló o se impugnó papalmente poco después.[4]
- Beatriz.
- Ana, casada en primeras nupcias con Juan de Luna, señor de Muel, el 21 de agosto del 1521[5] y tras la muerte de su primer marido con su pariente Manuel de Urrea, señor de Trasmoz. Ninguno de los matrimonios tuvo descendencia.

Tras el fallecimiento de su primera mujer contrajo matrimonio de nuevo con Bárbara Monsalve, tía del religioso Jerónimo de Aldovera y Monsalve con quien buscó asegurar la descendencia masculina sin resultado y heredando a su muerte su nieto Juan.

## Testamentos y sepulcro
Lope Ximénez de Urrea y Bardají había sido enterrado en la capilla de San Miguel Arcángel de la Iglesia de Santa María la Mayor de Épila en un suntuoso sarcófago realizado por el imaginero darocense Gil Morlanes El Viejo en el 1487. La capilla se convirtió poco después en el principal panteón de la casa ya que su padre pidió ser enterrado en el mismo en su testamento del 22 de marzo del 1490 y que él mismo terminó imitando a pesar de que en su primer testamento del 1535 su intención era inhumarse en un convento de frailes menores bajo la advocación de San Nicolás que tenía intención de construir en Épila y para el cual aportada veinte mil ducados aunque estipulaba que si fallecía antes de que el edificio se construyera se le enterrase mientras en "la segunda grada del altar mayor subiendo hacia el, en la tierra pura".
En su segundo testamento del 1539 mantuvo su intención de fundar el convento de frailes menores aunque decretaba que su lugar de entierro debía ser en la grada de la capilla de San Miguel Arcángel, mientras que en el tercero del 1545 dictó ser enterrado en la cisterna del mismo. En este contexto se encuadra la intención del conde de realizar una importante reforma de la capilla, que buscaba resaltar la importancia del linaje a través de los monumentos funerarios.

## Personalidad
A menudo aparece descrito como un hombre decidido y enérgico por el agustino Manuel Barrueco Salvador, quien también recoge una anécdota sobre su talante en el cual tras recibir el consejo de reducir el numero de sirvientes por parte de su administrador, el conde de Aranda respondió "Yo los necesité antes, ahora ellos me necesitan", tras lo cual no despidió a ningún criado.
Respecto a su relación con su primera mujer, Aldonza de Cardona, a su ida a Nápoles en el 1506 a pesar de que su mujer Aldonza se encontraba gravemente enferma a quien según recoge el padre agustino "a la que amaba tiernamente".